# Biserica Sfinții Apostoli Petru și Pavel și Sfânta Cuvioasă Parascheva din Brăila
Biserica „Sfinții Apostoli Petru și Pavel” și „Sfânta Cuvioasă Parascheva” din Brăila este un monument istoric aflat pe teritoriul municipiului Brăila.
Petre Bueangiu ș Hristu Ceacâru se asociază în anul 1835 în vederea construirii unei biserici cu hramul „Sf. Apostoli Petru și Pavel și a Sfântului Mucenic Gheorghe”. În 1836 ctitori sunt alături de inițiatori și Petca Bueangiu și fiul acesteia, Ioniță. Construcția actuală începe în 1872, pe locul unei biserici mai vechi, ce existase între anii 1835-1869. Pictura interioară s-a executat în anul 1936 de catre pictorii V. Robea, S.M. Dima și I. Ciurea. Biserica Sf. Petru si Pavel adăpostește o valoroasă colecție de icoane pe lemn, provenind din secolul trecut.